# Mallorca Open 2016
Mallorca Open 2016 - жіночий тенісний турнір, що проходив на кортах з трав'яним покриттям. Це був перший за ліком Mallorca Open. Належав до категорії International у рамках Туру WTA 2016. Відбувся в Santa Ponsa Tennis Club на Майорці (Іспанія). Тривав з 13 до 19 червня 2016 року.

## Очки і призові

### Розподіл очок
| Дисципліна       | П   | Ф   | ПФ  | ЧФ | 1/8 | 1/16 | Q   | Q3  | Q2  | Q1  |
| Одиночний розряд | 280 | 180 | 110 | 60 | 30  | 1    | 18  | 14  | 10  | 1   |
| Парний розряд    | 280 | 180 | 110 | 60 | 1   | Н/Д  | Н/Д | Н/Д | Н/Д | Н/Д |

### Розподіл призових грошей
| Дисципліна       | П       | F       | ПФ     | ЧФ     | 1/8    | 1/16   | Q    | Q2   | Q1   |
| Одиночний розряд | €34,677 | €17,258 | €9,113 | €4,758 | €2,669 | €1,552 | €810 | €589 | €427 |
| Парний розряд    | €9,919  | €5,161  | €2,770 | €1,468 | €774   | Н/Д    | Н/Д  | Н/Д  | Н/Д  |

## Учасниці основної сітки в рамках жіночого турніру

### Сіяні пари
| Країна    | Гравчиня            | Рейтинг1 | Сіяна |
| --------- | ------------------- | -------- | ----- |
| Іспанія   | Гарбінє Мугуруса    | 2        | 1     |
| Сербія    | Єлена Янкович       | 24       | 2     |
| Сербія    | Ана Іванович        | 25       | 3     |
| Франція   | Крістіна Младенович | 32       | 4     |
| Казахстан | Юлія Путінцева      | 35       | 5     |
| Франція   | Каролін Гарсія      | 38       | 6     |
| Німеччина | Лаура Зігемунд      | 42       | 7     |
| Канада    | Ежені Бушар         | 46       | 8     |

- 1 Рейтинг подано станом на 6 червня 2016.

### Інші учасниці
Нижче наведено учасниць, які отримали вайлд-кард на участь в основній сітці:
- Паула Бадоса Хіберт
- Даніела Гантухова
- Сара Соррібес Тормо

Нижче наведено гравчинь, які пробились в основну сітку через стадію кваліфікації:
- Ана Богдан
- Вероніка Сепеде Ройг
- Сорана Кирстя
- Елісе Мертенс

### Відмовились від участі
До початку турніру
- Анніка Бек → її замінила  Ярослава Шведова
- Мона Бартель → її замінила  Ана Конюх
- Сара Еррані → її замінила  Каріна Віттгефт
- Юганна Ларссон → її замінила  Франческа Ск'явоне
- Моніка Нікулеску → її замінила  Анастасія Севастова
- Ч Шуай → її замінила  Полін Пармантьє

## Учасниці основної сітки в парному розряді

### Сіяні пари
| Країна  | Гравчиня                | Країна  | Гравчиня                   | Рейтинг1 | Сіяна |
| ------- | ----------------------- | ------- | -------------------------- | -------- | ----- |
| США     | Ракель Атаво            | США     | Абігейл Спірс              | 42       | 1     |
| Іспанія | Анабель Медіна Гаррігес | Іспанія | Аранча Парра Сантонха      | 62       | 2     |
| Японія  | Ері Нодзумі             | Японія  | Мію Като                   | 129      | 3     |
| Канада  | Габріела Дабровскі      | Іспанія | Марія Хосе Мартінес Санчес | 130      | 4     |

- 1 Рейтинг подано станом на 6 червня 2016.

### Інші учасниці
Нижче наведено пари, які отримали вайлдкард на участь в основній сітці:
- Ежені Бушар /  Сабіне Лісіцкі
- Кірстен Фліпкенс /  Ана Іванович

Наведені нижче пари отримали місце як заміна:
- Нао Хібіно /  Емілі Веблі-Сміт

### Відмовились від участі
До початку турніру
- Елісе Мертенс (травма правої долоні)
- Менді Мінелла (травма правої руки)

## Переможниці

### Одиночний розряд
- Каролін Гарсія —  Анастасія Севастова, 6–3, 6–4

### Парний розряд
- Габріела Дабровскі /  Марія Хосе Мартінес Санчес —  Анна-Лена Фрідзам /  Лаура Зігемунд, 6–4, 6–2